# 高橋敏也
高橋 敏也（たかはし としや、1963年9月25日）は、日本のコピーライター、テクニカルライター、SF作家。パーソナルコンピュータの改造も行っており、自身の著書名から「改造バカ」を自称している。
PCパーツ輸入商社・株式会社ディラックの取締役でもある。

## 人物
本人曰く、「北海道の奥地でヒグマに育てられているところを発見され、以後人間として暮らしている」。1963年、北海道苫小牧市生まれ、士別市育ち。デザイナー、コピーライターを経て、パソコン関連のライターとして独立。パソコン雑誌2誌で連載を持ち、秋葉原などで行われるパソコン関連のイベントなどでは司会を務めることがある。またパソコンを改造したり、ROBO-ONE参戦のためにロボットの改造を行ったり、陸上自衛隊新型迷彩装備でメイド喫茶のレポートを行ったりなど精力的な活動を行っている。多趣味であり、パソコン改造のほかにサバイバルゲームやミリタリー研究・カメラ・オートバイ・自動車・SFにも造詣が深い。
「ポニョ嫁」と呼ぶ酉年生まれの配偶者がいる。著作の中に度々登場する。
2008年、更新を終了したインプレスTVでの番組を、動画コンテンツ「高橋敏也のパーツ・パラダイス」がImpress Watch Videoで配信され番組を引き継いだ。
2013年9月12日、この日の配信を暫定最終回とし更新を終了したが、2014年7月10日に新たなエピソードが公開された。2015年以降は自身が立ち上げたYouTubeチャンネル・ニコニコミュニティ「高橋敏也ちゃんねる」内の動画配信が主軸になっている。
弟子に声優の磯村知美、同志に声優の村井理沙子(2021年9月9日に弟子から同志となった事が公言された)がいる。
記事の画像やペット撮影用などにニコン D300Sを愛用していたが、COMPUTEX 2012で台湾へ行く直前にD800Eを入手し、以降メインで使用している。
2014年7月23日、破産したビットコイン取引所Mt.Goxの債権者集会において債権者の一人としてNHKや民放各局の取材を受け、報道された。
オスとメスのシーズー犬2匹、オスの「ムームー」（2014年10月6日に逝去）、メスの「ミミ」（2024年8月10日に逝去）及び、猫の「ニャーニャー」を飼育している。これらのペットは「高橋敏也のパーツ・パラダイス」や、「高橋敏也の動く！改造バカ一台」、「高橋敏也の改造バカ一台」などに度々登場し、その他著作上でも写真や文章の中で度々触れられている。
2018年8月6日、バイクで常磐自動車道走行中に原因不明の転倒事故に遭い、両腕骨折や左手粉砕骨折などの重傷を負うも辛くも生存し、数カ月後復帰するとともにリハビリに励んでいる。
2024年4月12日、大腸がんが発見されたことをXにて公表する。摘出手術後の5月14日、ステージⅡの分類であったことが判明する。

## 改造
高橋はパソコンなどの機器改造をライフワークの一つとしているが、それは一般に行われるような「性能の引き上げ」といったものばかりではなく、時に改造マニアの度肝を抜くような奇抜な改造を行っている。なお高橋は30台以上の本体ケースと50枚以上のマザーボードを所有しており、自身の改造費用を延べ3000万円以上と述べている。
水没PC
パソコンのマザーボードをゼリー状の物体で覆い、水中でも動作するパソコンを製作。CPU付近には熱対策用の煙突があり煙を噴く。
ラジコンPC
パソコンの下に車輪や運動機器を搭載し、ラジコンのように自走できるPCを製作（但し走行時はPCを稼動できない）。
スーツケースPC
マザーボードを梱包するPC本体ケースにスーツケースを使用したPC。
アルカリ電池PC
アルカリ電池24本で稼動するPC。
完全ファンレスPC
一般に、PC内部には熱対策でファン（送風機）が搭載されているが、このファンを取り払ったPC。但し、ファンの代わりにUSBで動く扇風機が5つ付けられているのだが、5分でPCが熱暴走を起こす。
厳重セキュリティー壱号
セキュリティ対策として、U字金具とチェーンと南京錠で外装をグルグル巻きにしたPC。
風雪に耐え日本一を目指すたこ焼き屋台マシン初号機
マザーボード周辺をドーム状の透明板で覆い、CPUのファンと発泡スチロールを使って内部に雪を降らせるPC。
自然を感じさせるトラディショナルなライフスタイルを追求した和風のデスクトップPC
ケースが檜と障子で出来ているPC。INTEL主催のThe Intel Core i7 Custom Challengeのライフスタイル・イノベーション部門に応募し落選。「慢心グウェアだった」「カッコつけた時点で終わっていた」「次は手加減しない」「AMDのCPUを載せる」「スルメをパネルにする」と敗戦の弁を語った。
…など。

## 主な連載
- 高橋敏也の改造バカ一台（DOS/V POWER REPORT）
  - ユニークな自作パソコンを作っている。
- 高橋敏也の“帰ってきた”新型プリウス買ってみたレビュー（Car watch）
- 高橋敏也のトヨタ「86（ハチロク）」繁盛記（Car watch）2012年11月 - 2016年1月

## 出演インターネットテレビ
- 高橋敏也責任無編集 本ナマ！改造バカ（Impress Watch Video）
- 週刊ドスパラTV（ドスパラちゃんねる）
- 高橋敏也のパーツ・パラダイス（Impress Watch Video）

（2013年9月12日配信の動画内で、暫定最終回であることが発表された。2014年7月10日に再開され、以降は不定期更新とされている。）
高橋敏也ちゃんねる（Youtube、ニコニコミュニティ）
※下記の3番組は、インプレスTVの休止にともない更新終了。
- 高橋敏也のROBOT.TV
- 高橋敏也の動く！改造バカ一台
- アキバ週末ニュース

## 著書
SF作家として
- 多元宇宙バトル・フィールド 矢野徹共著 早川文庫 1990 (ISBN 4-1503-0320-7)
- ネットワーク・ソルジャー〈上〉 連邦宇宙軍シリーズ 1 矢野徹共著 早川文庫 1990 (ISBN 4-1503-0330-4)
- ネットワーク・ソルジャー〈下〉 連邦宇宙軍シリーズ 1 矢野徹共著 早川文庫 1990 (ISBN 4-1503-0331-2)
- エリミネーター 連邦宇宙軍シリーズ 2　矢野徹共著 早川文庫 1991 (ISBN 4-1503-0347-9)
- マーズ・ドラゴン 連邦宇宙軍シリーズ 3 矢野徹共著 早川文庫 1991 (ISBN 4-1503-0360-6)
- 風の香炉 精霊騎士シリーズ 吾郷たける名義 大陸ノベルス 1991 (ISBN 4-8033-3699-7)
- 風の香炉 精霊騎士シリーズ ビクター・ノベルズ 1996 (ISBN 4-8938-9135-9)
- 地の香炉 精霊騎士シリーズ 吾郷たける名義 大陸ノベルス 1992 (ISBN 4-8033-4010-2)
- 地の香炉 精霊騎士シリーズ ビクター・ノベルズ 1996 (ISBN 4-8938-9136-7)
- 水の香炉 精霊騎士シリーズ ビクター・ノベルズ 1997 (ISBN 4-8938-9142-1)
- 炎の香炉 精霊騎士シリーズ ビクター・ノベルズ 1997 (ISBN 4-8938-9143-X)

テクニカルライターとして
- 言図ガイド―基本活用からデータ応用まで 霧島昭一郎共著 ソフトバンククリエイティブ 1989 (ISBN 4-8905-2047-3)
- The CARD3ガイド ソフトバンククリエイティブ 1989 (ISBN 4-8905-2083-X)
- マッキントッシュまるかじり―初歩から始めるやさしいMac 小笠原武史共著 ソフトバンククリエイティブ 1990 (ISBN 4-8905-2173-9)
- Freelanceガイド〈ビギナー編〉 ソフトバンククリエイティブ 1991 (ISBN 4-8905-2202-6)
- ZERO/EX使えるフォーム集―高性能カード型データベース徹底活用の手引き 毎日コミュニケーションズ 1992 (ISBN 4-8956-3177-X)
- WX2+ POWER BOOK ソフトバンククリエイティブ 1992 (ISBN 4-8905-2334-0)
- QUATTRO Pro for Windows First Book ソフトバンククリエイティブ 1993 (ISBN 4-8905-2418-5)
- ハイパーカード活用ブック 吾郷たける名義 ソフトバンククリエイティブ 1993 (ISBN 4-8905-2394-4)
- エプソンPC-486ノートAS/Portableレスキューブック アスキー 1994 (ISBN 4-7561-0990-X)
- ジャンクパーツ設定全書 Scott Mueller(著、伊藤雅英監訳、中川和夫訳)共著 ソフトバンククリエイティブ 1999 (ISBN 4-7973-0780-3)
- 高橋敏也の改造バカ一台 インプレス 2000 (ISBN 4-8443-1442-4)
- Intel Mac miniでWindows XPを動かすための本 インプレス 2006 (ISBN 4-8443-2268-0)
- パソコン自作宣言。―初めてでも選べる、作れる、必ず動く!! 鈴木雅暢、橋本新義、保坂陽一、目黒廣道ら共著 インプレス 2007 (ISBN 4-8443-2435-7)
- 髙橋敏也の改造バカ一台&動く改造バカ超大全 風雲編 インプレス 2015 (ISBN 4-8443-3834-X)
- 髙橋敏也の改造バカ一台&動く改造バカ超大全 怒濤編 インプレス 2015 (ISBN 4-8443-3835-8)

漫画原作
- PCコマンドボブ&キース 作画：城久人 ソフトバンククリエイティブ 2001 (ISBN 4-7973-1632-2)
- PCコマンドボブ&キース2 作画：城久人 ソフトバンククリエイティブ 2001 (ISBN 4-7973-1849-X)
- PCコマンドボブ&キース3 作画：城久人 ソフトバンククリエイティブ 2002 (ISBN 4-7973-2252-7)

## DVD
- 高橋敏也の動く！改造バカ一台 (ISBN 4-8443-7022-7)
- 高橋敏也の動く！改造バカ一台DVD第2弾 (ISBN 978-4-8443-7027-7)
- 高橋敏也の動く！改造バカ一台DVD第3弾 (ISBN 978-4-8443-7033-8)
- 高橋敏也の動く！改造バカ一台DVD第4弾 (ISBN 978-4-8443-7036-9)